# Resolution 1325 des UN-Sicherheitsrates
Die UN-Resolution 1325 wurde am 31. Oktober 2000 einstimmig vom UN-Sicherheitsrat verabschiedet. In ihr wurden erstmals die Mitgliedsstaaten der UN, vor allem aber Konfliktparteien dazu aufgerufen, die Rechte von Frauen zu schützen und Frauen gleichberechtigt in Friedensverhandlungen, Konfliktschlichtung und den Wiederaufbau mit einzubeziehen. Die Resolution gilt als Meilenstein zur Beachtung und Ächtung sexueller Kriegsgewalt gegen Frauen und Mädchen; sie ist ein wichtiger Beitrag zur Verwirklichung von Geschlechtergerechtigkeit und Achtung der Frauenrechte als Menschenrechte, sowie nimmt sie deutlich Bezug auf die allgemeine Gültigkeit der Menschenrechte.
Diese Resolution legte den Grundstein für die Agenda Frauen, Frieden und Sicherheit (englisch Women, Peace and Security Agenda, kurz WPS Agenda), die darauf aufbauend in mehreren Resolutionen weiterentwickelt wurde.

## Geschichte
Die UN-Resolution 1325 wurde im Oktober 2000 von Netumbo Nandi-Ndaitwah, der damaligen Frauenministerin von Namibia angeregt. Namibia hatte seinerzeit einen Sitz im UN-Sicherheitsrat. Durch die Lobbyarbeit zahlreicher Frauenorganisationen und das Engagement von UNIFEM gelang es, die Resolution rasch und einstimmig zu verabschieden.
Des Weiteren nimmt die Resolution auf bereits zuvor vorhandene internationale Abkommen und Rechtsnormen Bezug. Eine wichtige Grundlage bildete dabei die im Jahr 1979 von den Vereinten Nationen verabschiedete Konvention zur Überwindung aller Formen der Diskriminierung der Frauen, die sogenannte CEDAW-Konvention. Die Verabschiedung der CEDAW-Konvention stellte – trotz des Kalten Krieges – eine völkerrechtliche Vereinbarung dar, die das Motto der laufenden UN-Frauendekade (1975–1985) „Gleichheit, Entwicklung und Frieden“ zur Grundlage hatte.
Die UN-Menschenrechtskonferenz in Wien erkannte 1993 zudem Frauenrechte als Menschenrechte an; dieser menschenrechtliche Bezug zeigte sich in der Folge auch an dem Umstand, dass 1994 eine Sonderberichterstatterin des UN-Generalsekretärs über Gewalt gegen Frauen eingesetzt wurde. Die Resolution wurde durch jahrelange, erfolgreiche und hartnäckige Lobbyarbeit von Nichtregierungsorganisationen bei den Vereinten Nationen begünstigt. Zudem beruht die Resolution auf der Aktionsplattform Peking von 1995. Hierbei wurde im Zuge der vierten Weltfrauenkonferenz „Gender Mainstreaming“ als allgemein anerkanntes Ziel verabschiedet. Gleichzeitig hatte sich zu Beginn dieses Jahrtausends auch im Zuge der geschlechtsspezifischen Menschenrechtsverletzungen an Frauen im vorhergehenden Jugoslawienkrieg wie im Genozid in Ruanda während der 1990er Jahre das Problembewusstsein innerhalb der internationalen Staatengemeinschaft erhöht.

## Inhalt
Die UN-Resolution 1325 verlangt von den Vereinten Nationen, den Regierungen der Mitgliedsstaaten und von nichtstaatlichen Kriegsparteien umfassende Maßnahmen zur Gewaltprävention und Strafverfolgung der Täter. Darüber hinaus bildet sie einen Rahmen für die Berücksichtigung einer Geschlechterperspektive in Friedensprozessen. Hierzu zählen die verbesserte Partizipation von Frauen an Friedensverhandlungen, die Integration von Frauenbelangen in das Mandat der UN-Friedensmissionen inklusive der stärkeren personellen Beteiligung von Frauen in militärischen und zivilen Kontingenten.
Allgemein kann der Kern der Resolution mit den „3 Ps“ zusammengefasst werden: Partizipation von Frauen bei Friedensprozessen, Prävention von Kriegen und Protektion vor geschlechtsspezifischer Gewalt.

## Umsetzung
Auf Initiative Kanadas entstand 2001 auf Ebene der Vereinten Nationen die Gruppe Friends of 1325 (Freundesgruppe der Resolution 1325), ein loser Zusammenschluss von Staaten, die sich für die Umsetzung der UN-Resolution besonders einsetzen.
Im Jahr 2005 forderte der damalige UN-Generalsekretär Kofi Annan die Mitgliedstaaten auf, Nationale Aktionspläne zur Umsetzung der Resolution 1325 aufzustellen. Diese „National Action Plans“ (NAP) kann jedes Land eigenständig auf die jeweiligen Gegebenheiten zuschneiden. Unter anderem beinhalten die Aktionspläne meist einen Zeitrahmen, in dem die gesetzten Ziele erreicht werden sollen, sowie konkrete Maßnahmen und Indikatoren zur Messung der Erfolge. Bis Ende 2023 haben 101 Staaten einen solchen NAP verabschiedet, namentlich:
- 2005 Dänemark,

Weltkarte zur Aktualität der NAPs im Jahr 2024.

- 2006 Kanada, Norwegen, Schweden und das Vereinigte Königreich,
- 2007 Österreich, Spanien und die Schweiz und die Niederlande
- 2008 die Elfenbeinküste, Finnland, Island und Uganda,
- 2009 Belgien, Chile, Guinea, Liberia, Portugal und Ruanda,
- 2010 Bosnien-Herzegowina, Estland, Frankreich, Guinea-Bissau, Italien, die DR Kongo, die Philippinen, Sierra Leone, Slowenien und Serbien,
- 2011 Burundi, Irland, Kroatien, Litauen, Nepal, der Senegal, Togo und die USA,
- 2012 Australien, Gambia, Georgien, Ghana und Mali,
- 2013 Burkina Faso, Deutschland, Kirgistan, Mazedonien und Nigeria,
- 2014 Indonesien, der Irak, Kosovo, Rumänien, Südkorea, Tadschikistan und die Zentralafrikanische Republik,
- 2015 Afghanistan, Argentinien, Japan, Neuseeland, Palästina, Paraguay und der Südsudan,
- 2016 Kenia, Niger, Osttimor und Ukraine,
- 2017 Angola, Brasilien, Djibouti, El Salvador, Guatemala, Jordanien, Kamerun, Montenegro, die Salomonen und Tschechien,
- 2018 Albanien, Luxemburg, Moldawien, Mosambik, Polen und Tunesien,
- 2019 Armenien, Bangladesch, Jemen, Libanon und Namibia,
- 2020 Bulgarien, Gabun, Lettland, Malta, Sudan, Südafrika und Slowakei
- 2021 Kasachstan, Malawi, Mexiko, Peru, die VAE, Uruguay und Zypern,
- 2022 Marokko (Stand 2024)[4]

Viele dieser Staaten haben Nachfolge-NAPs aufgelegt, beispielsweise haben Norwegen und das Vereinigte Königreich 2023 den jeweils 5. Nationalen Aktionsplan verabschiedet. National unterschiedlich folgten Nachfolge-NAPs unmittelbar auf den Vorgänger, oder mit mehreren Jahren Abstand. Andere Staaten haben ihre Aktionspläne von vornherein sehr langfristig ausgelegt (Australien beispielsweise den 2. NAP auf 10 Jahre von 2021 bis 2031) oder haben in wenigen Fällen (etwa Brasilien) einen bestehenden Zeitrahmen verlängert. Gambia und Österreich legten 2012 von vornherein keinen Umsetzungszeitraum für ihre Programme fest. Griechenland und Ungarn sind die einzigen EU-Mitglieder, die bislang keine derartigen Aktionspläne festgelegt haben.
Seitens vieler NGOs wird bemängelt, dass die Resolution 1325 bisher keine institutionelle Kraft entfalten konnte. Auch der ehemalige Generalsekretär der Vereinten Nationen, Ban Ki-moon, konstatierte am 25. September 2010 mit Blick auf das zehnjährige Jubiläum der Resolution, dass die „Erfolge der letzten zehn Jahre nicht den eigenen Erwartungen entsprochen“ hätten. Nichtsdestotrotz bietet die Resolution 1325 heute Frauenorganisationen in Nachkriegsländern eine internationale Rechtsgrundlage, um nationale Gesetzesreformen, Gewaltschutz die Bestrafung von Kriegsverbrechern, Geschlechtergerechtigkeit und verstärkte politische Beteiligung im Friedensprozess von den eigenen Regierungen einzufordern. Die Aktionspläne dienen zudem der Transparenz der Durchführung und üben somit Druck auf die jeweiligen Regierungen aus, die Resolution 1325 durchzusetzen.
Mit der Resolution 2122 (2013) des UN-Sicherheitsrates wurde unter anderem ein „High-level Review“ vorgeschlagen, der von Ban Ki-moon bei UN Women in Auftrag gegeben und von UN Women unter dem Titel Preventing Conflict, Transforming Justice, Securing the Peace im Oktober 2015 rechtzeitig zum 15. Jahrestag der Resolution 1325 vorgelegt wurde. Insgesamt verabschiedete der UN-Sicherheitsrat nach der UN-Resolution 1325 weitere Resolutionen zu Frauen, Frieden und Sicherheit – darunter die UN-Resolution 1820, die sexuelle Gewalt als Kriegstaktik wie als Kriegsverbrechen gleichermaßen verurteilt.
Erstmals 2016 vergaben die Vereinten Nationen den United Nations Military Gender Advocate of the Year Award, mit dem Militärpersonen ausgezeichnet werden, die bei Friedensmissionen die Prinzipien der Resolution 1325 fördern. Die erste Preisträgerin war die nigrische Offizierin Aïchatou Ousmane Issaka (MINUSMA). Im folgenden Jahr wurde die südafrikanische Majorin Seitebatso Pearl Block für ihre Maßnahmen während der Mission MONUSCO ausgezeichnet.